# Lijst van munteenheden in de voormalige Sovjet-Unie
Dit is de lijst van de valuta's die in omloop zijn in de voormalige Sovjet-Unie. De meest voorkomende munten zijn: roebel, manat en som.
| Munteenheid           | ISO 4217 code | Land         | Voorgaande munt       | Jaar |
| --------------------- | ------------- | ------------ | --------------------- | ---- |
| Armeense dram         | AMD           | Armenië      | Sovjet roebel         | 1993 |
| Azerbeidzjaanse manat | AZN           | Azerbeidzjan | Sovjet roebel         | 1992 |
| Euro                  | EUR           | Estland      | Estische kroon        | 2011 |
| Euro                  | EUR           | Letland      | Letse lats            | 2014 |
| Euro                  | EUR           | Litouwen     | Litouwse litas        | 2015 |
| Georgische lari       | GEL           | Georgië      | Georgische kuponi     | 1995 |
| Kazachse tenge        | KZT           | Kazachstan   | Sovjet roebel         | 1993 |
| Kirgizische som       | KGS           | Kirgizië     | Sovjet roebel         | 1993 |
| Moldavische leu       | MDL           | Moldavië     | Moldavische cupon     | 1993 |
| Oekraïense hryvnia    | UAH           | Oekraïne     | Oekraïense karbovanet | 1996 |
| Oezbeekse sum         | UKS           | Oezbekistan  | Sovjet roebel         | 1993 |
| Russische roebel      | RUB           | Rusland      | Sovjet roebel         | 1992 |
| Tadzjiekse somoni     | TJS           | Tadzjikistan | Tadzjiekse roebel     | 2000 |
| Turkmeense manat      | TMT           | Turkmenistan | Sovjet roebel         | 1993 |
| Wit-Russische roebel  | BYN           | Wit-Rusland  | Sovjet roebel         | 1992 |

## Munten van afscheidingsgebieden
| Munteenheid            | ISO 4217 code | Gebied           | Moederland   | Voorgaande munt  | Jaar            |
| ---------------------- | ------------- | ---------------- | ------------ | ---------------- | --------------- |
| Abchazische apsar      | Geen          | Abchazië         | Georgië      | Georgische lari  | 2008            |
| Artsachse dram         | Geen          | Nagorno-Karabach | Azerbeidzjan | Armeense dram    | 2003            |
| Transnistrische roebel | PRB           | Transnistrië     | Moldavië     | Moldavische leu  | 1994            |
| Tataarse roebel        | Geen          | Tatarije         | Rusland      | Russische roebel | Nooit ingevoerd |
| Tsjetsjeense nachar    | Geen          | Tsjetsjenië      | Rusland      | Russische roebel | Nooit ingevoerd |
| Zuid-Ossetische zarin  | Geen          | Zuid-Ossetië     | Georgië      |                  | 2013            |